# Pseudeuophrys vafra
Pseudeuophrys vafra là một loài nhện trong họ Salticidae.
Loài này thuộc chi Pseudeuophrys. Pseudeuophrys vafra được John Blackwall miêu tả năm 1867.